# Gelbe Alpenrose in Lendorf
Gelbe Alpenrose in Lendorf este o arie protejată (sit de importanță comunitară — SCI) din Austria întinsă pe o suprafață de 0,65 ha, integral pe uscat.

## Localizare
Centrul sitului Gelbe Alpenrose in Lendorf este situat la coordonatele 46°50′31″N 13°25′08″E / 46.8419°N 13.419°E.

## Înființare
Situl Gelbe Alpenrose in Lendorf a fost declarat sit de importanță comunitară în iunie 2015 pentru a proteja 1 specie de plante.

## Biodiversitate
Situată în ecoregiunea alpină, aria protejată nu include niciun habitat protejat.
La baza desemnării sitului se află o specie protejată de  plante: Rhododendron luteum.